# Villeneuve-l'Archevêque
Villeneuve-l'Archevêque är en kommun i departementet Yonne i regionen Bourgogne-Franche-Comté i norra Frankrike. Kommunen ligger i kantonen Villeneuve-l'Archevêque som tillhör arrondissementet Sens. År 2022 hade Villeneuve-l'Archevêque 1 111 invånare.

## Befolkningsutveckling
Antalet invånare i kommunen Villeneuve-l'Archevêque
| Referens: INSEE |